# 在人間 (電視劇)
《在人間》為愛奇藝“微塵劇場”系列之網路劇，改編自同名小説，講述的是一名叫車乘客賈小朵（趙麗穎飾）與兼職司機徐天（尹昉飾）之間的故事。而實際上賈小朵只是徐天的另一重人格。